# کاکا زن برزنجیر
کاکا زن برزنجیر یک ستاره است که در صورت فلکی آندرومدا قرار دارد.